# آشوت تونویان
آشوت روبرتی تونویان (ارمنی: Աշոտ Ռոբերտի Տոնոյան؛ زادهٔ ۵ مارس ۱۹۵۸ - درگذشته ۲۲ ژوئن ۲۰۱۴) یک سیاستمدار اهل ارمنستان بود که از تاریخ ۲۰۰۷ تا تاریخ ۲۰۱۲ سمت نمایندگی دوره چهارم مجلس ملی جمهوری ارمنستان را برعهده داشت.

## زندگی‌نامه
در ۵ مارس ۱۹۵۸ در ایروان به دنیا آمد . وی در ۲۲ ژوئن ۲۰۱۴ در سن ۵۶ سالگی درگذشت.